# Aerolíneas Peruanas
Aerolíneas Peruanas, S.A. (APSA) fue una aerolínea peruana que operó entre 1956 hasta 1971.

## Historia

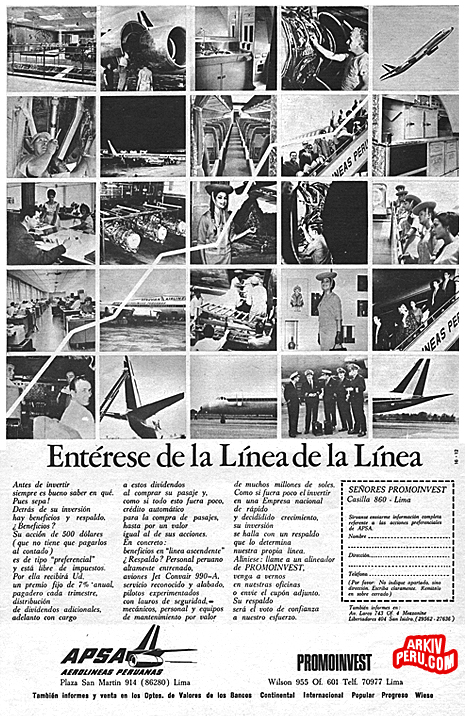
Promocional de Aerolíneas Peruanas en 1968.

Aerolíneas Peruanas fue fundada el 16 de septiembre de 1956 por el aviador y empresario estadounidense Cornell Newton Shelton (1908-1965), junto con otros inversionistas peruanos. 
Tras el inicio de operaciones, el 17 de junio de 1957, con su vuelo inaugural entre Lima y Santiago de Chile la compañía también se asoció con las -hoy igualmente desaparecidas- aerolíneas Transportes Aéreos Nacionales de Honduras y Ecuatoriana de Aviación (las cuales, por cierto, también fueron fundadas por Shelton) para fortalecer su posición de mercado en Latinoamérica, además de que ofreció tarifas mucho más bajas que otras compañías que volaban entre Estados Unidos y América del Sur, a pesar de que Aerolíneas Peruanas no formaría parte de la IATA hasta 1966.
En 1960 se inauguró una ruta hacia Miami y el 1 de diciembre de 1963 Aerolíneas Peruanas se unió a la era del jet al introducir en sus vuelos los modernos Convair 990A Fanjet, considerados para la época los aviones más veloces del mundo (y los que más combustible consumían también, dicho sea de paso), junto con los Douglas DC-6 que también se utilizaban en la aerolínea desde comienzos de esa década.
La empresa nacional comenzó entonces una etapa de gran expansión y adoptó como símbolo de la aerolínea la figura del Antarqui, una división de élite de los Chasqui quien según leyendas incaicas, tenía la facultad de volar gracias a un rudimentario parapente fabricado con telas de algodón, lana y alpaca con los colores del Tawantinsuyo (es decir, el Imperio Inca en quechua). En algún momento los Convair 990A Fanjet mantuvieron en la parte delantera -o proa- pegado a la nariz de la aeronave la figura de este personaje, pero luego fueron retirados. También, durante mucho tiempo, los aviones sólo llevaban el texto "Aerolíneas Peruanas" y, posteriormente, se les agregó también las siglas APSA.
Hacia 1967 Aerolíneas Peruanas mantenía una plantilla de casi mil empleados y su capital estaba controlado por accionistas peruanos (en un 78%) y la Shelton Trust (quien poseía el 22% restante), operando rutas importantes hacia Los Ángeles, Miami, México, Acapulco, Tegucigalpa, Panamá, Barranquilla, Bogotá, Guayaquil, Santiago de Chile, Buenos Aires, Río de Janeiro y São Paulo; además de que también se estudiaba la posibilidad de extender sus servicios hasta Washington y Montreal (que finalmente fue descartada) y establecer un vuelo trasatlántico hasta Europa, el cual fue inaugurado en 1969 (en operación conjunta con la española Iberia, quien también pasó a formar parte como accionista) y que cubría la ruta La Paz - Lima - Bogotá - Caracas - Puerto España - Madrid - París - Londres. Por otra parte su personal mantenía un excelente servicio tanto a bordo como en tierra, hasta el punto que la compañía fue merecedora de diversos premios en el extranjero como, por ejemplo, uno otorgado por la Confederación de Organizaciones Turísticas de América Latina (COTAL) en Montevideo, Uruguay y otro por la Secretaría de Turismo del estado de la Guanabara, en Brasil, por su eficiente promoción de los valores de la cultura peruana a nivel internacional.
Sin embargo, con el gobierno de facto del general de división EP Juan Velasco Alvarado, las cosas cambiaron: las inversiones extranjeras empezaron a paralizarse y poco a poco se fueron retirando los capitales. Así, para comienzos de 1971, Aerolíneas Peruanas se encontraba en una situación financiera bastante crítica y el 11 de abril se reveló que APSA estaba a punto de declararse en quiebra, ya que tenía una deuda de 22 millones de dólares con Fred Ayer, un agente neoyorquino que sirvió como intermediario en la compra de los Convair. Por ello se nombró una Comisión Evaluadora presidida por el Mayor General FAP Frank Tweedle, quien acusó a la junta directiva de la empresa de delitos fiscales. APSA terminó por devolver los Convair (excepto uno, prestado por Iberia) pero, con todo y eso, todavía debía 4 millones de dólares por lo que dada su buena reputación como transportadora aérea se consideró que aún podía ser rescatada y tanto Braniff, como Iberia y Lufthansa hicieron propuestas al gobierno de Velasco para su eventual reflotamiento. Sin embargo, el 28 de abril, Velasco decidió no ayudar a la compañía (ya que tenía planes para la creación de una línea aérea nacional bajo el control del Estado, que sería la futura AeroPerú) y tras la negativa del gobierno de aceptar la oferta de Braniff, el retiro de Lufthansa y la falta de acuerdos con Iberia, el 2 de mayo de 1971 Aerolíneas Peruanas anunció la suspensión de todos sus vuelos y, el 13 de noviembre de ese mismo año, una corte de Miami decretó la quiebra definitiva de esta empresa.

## Los aviones
La aerolínea mantuvo siempre un bien ganado prestigio que se recuerda hasta ahora. El servicio siempre se llevó a cabo en modernos aviones de la época con tripulaciones perfectamente entrenadas ya que Aerolíneas Peruanas, S.A. formaba a su propio personal en su escuela creada para tal fin. Los aviones que utilizó esta prestigiosa aerolínea peruana fueron:
| Aeronaves             | Total | Introducido | Retirado | Matrículas                                                          |
| --------------------- | ----- | ----------- | -------- | ------------------------------------------------------------------- |
| Convair 990           | 3     | 1965        | 1982     | OB-R-765, OB-OAG-728 (rrg. OB-R-728) y OB-R-925                     |
| Curtiss C-46 Commando | 3     | 1959        | 1968     | OB-OAB-471, OB-OAA-470 y OB-R-829                                   |
| Douglas DC-6          | 3     | 1960        | 1965     | OB-OAF-611 (rrg. OB-R-611), OB-OAD-545 y OB-OAE-583 (rrg. OB-R-583) |
| Douglas DC-8          | 1     | 1969        | 1972     | OB-R931                                                             |

### Douglas DC-6
El Douglas DC-6B, era similar a su antecesor el Douglas DC-4; se diferenciaban en que estos aparatos venían equipados con cabina altimática, que en buen romance es una cabina presurizada y ya estaban equipados con radar. Estas naves en un principio hacían los vuelos de itinerario Lima - Miami - Lima.
El Douglas DC-6B, era un cuatrimotor a hélice y se diferenciaba externamente de su antecesor, el Douglas DC-4, además del logotipo y la inscripción en la proa, en que las ventanillas eran cuadradas y en su antecesor eran redondas.
Todas las compañías aéreas del Perú usaron este tipo de avión que, en casi dos décadas, se convirtió en el avión de línea por excelencia de ellas.

### Convair 990A Fanjet
El Convair 990A Fanjet, fue usado por APSA para sus vuelos internacionales, cubriendo el vuelo de itinerario Lima - Miami - Lima en la década de 1960. Este avión fue considerado como el jet de línea más rápido del mundo. Pero sus motores eran también, los que consumían la mayor cantidad de combustible, lo que encarecía el servicio.
En los años de crisis de Aerolíneas Peruanas, S.A. la empresa no pudo terminar de pagar el costo de fábrica de estos aviones y fueron llevados a los cementerios de aviones en el desierto de Arizona y de Mojave en California, en donde permanecen hasta ahora. Algunos de ellos se encuentran tan bien conservados que parece que recién han aterrizado, encontrándose con todos sus equipos y asientos en perfecto estado. Las especificaciones técnicas del Convair 990A Fanjet, eran:
- Motores: 4 General Electric CJ805 de 7.280 kg de empuje.
- Velocidad máxima: 990 km/h
- Alcance máximo: 8.690 km
- Techo máximo: 12.500 m
- Tripulación: 5
- Pasajeros: 110
- Envergadura: 36,50 m
- Longitud: 42,43 m
- Peso máximo: 114.759 kg

### Otros aviones
A lo largo de su historia Aerolíneas Peruanas, S.A. tuvo otros tipos de aviones que completaban la, sumamente versátil, flota y diseñados para operar con el mayor confort en sus vuelos, como lo fueron:
- Curtiss C-46 Commando, usado para transporte de pasajeros y carga.
- Douglas DC-7B.
- Mc Donnell Douglas DC-8-52.

## Destinos
Durante sus 14 años de operaciones APSA ofreció vuelos a los siguientes destinos:

### Nacionales
| País | Destinos | Aeropuertos                                              |
| ---- | -------- | -------------------------------------------------------- |
| Perú | Arequipa | Aeropuerto Internacional Rodríguez Ballón                |
| Perú | Lima     | Aeropuerto de Limatambo (HUB 1956-1960)                  |
| Perú | Lima     | Aeropuerto Internacional Jorge Chávez (HUB 1960-1971)    |
| Perú | Talara   | Aeropuerto Internacional Capitán FAP Víctor Montes Arias |

### Internacionales
| Países                      | Destinos          | Aeropuertos                                         |
| Norteamérica                | Norteamérica      | Norteamérica                                        |
| --------------------------- | ----------------- | --------------------------------------------------- |
| Estados Unidos              | Los Ángeles       | Aeropuerto Internacional de Los Ángeles             |
| Estados Unidos              | Miami             | Aeropuerto Internacional de Miami                   |
| México                      | Acapulco          | Aeropuerto Internacional de Acapulco                |
| México                      | Ciudad de México  | Aeropuerto Internacional de la Ciudad de México     |
| América Central y el Caribe |                   |                                                     |
| El Salvador                 | San Salvador      | Aeropuerto Internacional de El Salvador             |
| Honduras                    | Tegucigalpa       | Aeropuerto Internacional Toncontín                  |
| Panamá                      | Ciudad de Panamá  | Aeropuerto Internacional de Tocumen                 |
| Trinidad y Tobago           | Puerto España     | Aeropuerto Internacional de Piarco                  |
| América del Sur             |                   |                                                     |
| Argentina                   | Buenos Aires      | Aeropuerto Internacional Ministro Pistarini         |
| Bolivia                     | La Paz            | Aeropuerto Internacional El Alto                    |
| Brasil                      | Río de Janeiro    | Aeropuerto Internacional de Galeão                  |
| Brasil                      | São Paulo         | Aeropuerto Internacional de Galeão                  |
| Chile                       | Santiago de Chile | Aeropuerto Internacional Arturo Merino Benítez      |
| Colombia                    | Barranquilla      | Aeropuerto Internacional Ernesto Cortissoz          |
| Colombia                    | Bogotá            | Aeropuerto Internacional El Dorado                  |
| Ecuador                     | Guayaquil         | Aeropuerto Internacional José Joaquín de Olmedo     |
| Paraguay                    | Asunción          | Aeropuerto Internacional Silvio Pettirossi          |
| Uruguay                     | Montevideo        | Aeropuerto Internacional de Carrasco                |
| Venezuela                   | Caracas           | Aeropuerto Internacional de Maiquetía Simón Bolívar |
| Europa                      |                   |                                                     |
| España                      | Madrid            | Aeropuerto Adolfo Suárez Madrid-Barajas             |
| Francia                     | París             | Aeropuerto de París-Orly                            |
| Reino Unido                 | Londres           | Aeropuerto de Londres-Gatwick                       |

## Accidentes e incidentes
Aerolíneas Peruanas fue una de las pocas compañías que, durante su existencia, no sufrió ningún accidente aéreo y el único incidente en donde se vio involucrada ocurrió el 11 de enero de 1969 cuando un Convair 990 Coronado con 108 pasajeros a bordo y que cubría el vuelo 60 con ruta Buenos Aires - Santiago de Chile - Lima - Guayaquil - Panamá - Miami, fue secuestrado faltando pocos minutos para llegar a su destino final por Jesús Anaya (un guerrillero mexicano quien, hasta entonces, trabajaba como periodista y corresponsal de la Agencia Mexicana de Noticias en Quito y había abordado el avión durante su escala en Guayaquil), obligando a que la aeronave se desviara hacia La Habana, Cuba. El avión retomó su ruta a Miami unas horas más tarde, mientras que los pasajeros harían lo propio al día siguiente. Es de hacer notar también que, para la época, eran bastante frecuentes los casos de secuestros aéreos que finalizaban con el traslado a la isla caribeña (y, de hecho, éste sería el cuarto incidente de ese tipo en lo que iba de año).